# Tohatchi, New Mexico
Tohatchi, New Mexico (енгл. Tohatchi) насељено је место без административног статуса у америчкој савезној држави Њу Мексико.

## Демографија
По попису из 2010. године број становника је 808, што је 229 (-22,1%) становника мање него 2000. године.
| Група             | 2000.     | 2010.     |
| Белци             | 63 (6,1%) | 37 (4,6%) |
| Афроамериканци    | 1 (0,1%)  | 0 (0,0%)  |
| Азијати           | 1 (0,1%)  | 41 (5,1%) |
| Хиспаноамериканци | 43 (4,1%) | 16 (2,0%) |
| Укупно            | 1.037     | 808       |